# 3090 Tjossem
A 3090 Tjossem (ideiglenes jelöléssel 1982 AN) a Naprendszer kisbolygóövében található aszteroida. J. Gibson fedezte fel 1982. január 4-én.